# Мірадово
Мірадово (пол. Miradowo, нім. Miradau) — село в Польщі, у гміні Зблево Староґардського повіту Поморського воєводства.
Населення — 315 осіб (2011).
У 1975-1998 роках село належало до Гданського воєводства.

## Демографія
Демографічна структура станом на 31 березня 2011 року:
|          | Загалом | Допрацездатний вік | Працездатний вік | Постпрацездатний вік |
| -------- | ------- | ------------------ | ---------------- | -------------------- |
| Чоловіки | 162     | 40                 | 111              | 11                   |
| Жінки    | 153     | 35                 | 93               | 25                   |
| Разом    | 315     | 75                 | 204              | 36                   |